# 中央大学西迁
中央大学西迁，又称中央大学内迁，是指1938年至1946年间國立中央大學迁入重庆继续办学的一段历史，这也是今天国立中央大学、南京大学、东南大学等校历史上重要的一页。

## 背景
1937年，國立中央大学、国立北京大学、国立清华大学、国立浙江大学、国立武汉大学五所中国顶尖学府在全国进行统一招生考试，简称五大名校联考。
七八月间，各地试卷集中于中大校园评阅。时有日本飞机到南京轰炸，阅卷工作受到极大的骚扰。特别是参加阅卷工作的教授的人身安全受到威胁。负责组织这次评阅试卷的中大校长罗家伦、浙大校长竺可桢及武大的曾昭安等人安排阅卷完的教授们尽快离开南京。8月19日19时前后，日机飞临南京上空，日机的轰炸目标有中大图书馆、大礼堂和科学楼，图书馆周围房屋的窗户玻璃全被震碎，礼堂的后墙被炸毁，科学楼没有击中而炸毁了化学实验室，猛烈的轰炸使中大女生宿舍倒塌。由此拉开了迁校序幕。国难当头，北大、清华与私立南开大学合并组建国立西南联合大学，最后迁至云南昆明，国立中央大学迁至四川重庆，国立浙江大学迁至贵州遵义，国立武汉大学迁至四川乐山。

## 重庆时期
中央大学借用重庆大学在沙坪坝松林坡的地块建设了校区。
1938年暑期，中大在重庆招收新生及二年级转学生，共录取千余人，在校学生一下猛增到2000多人。学校在附近地区建了分校校舍。1938年10月27日武汉沦陷时，国民政府各部门都迁至重庆，武大等校也被迫西迁至四川后，武大农学院并入中大。1946年10月，中大復员南京四牌楼。